# Неманское городское поселение
Неманское городское поселение — упразднённое муниципальное образование в составе Неманского района Калининградской области. Административный центр поселения — город Неман.

## История
Неманское городское поселение образовано 30 июня 2008 года в соответствии с Законом Калининградской области № 257. В его состав вошёл город Неман и территории Большесельского, Мичуринского и Ракитинского сельских округов.
Законом Калининградской области от 18 октября 2016 года № 4, 1 января 2017 года все муниципальные образования Неманского муниципального района — Неманское городское поселение, Жилинское и Лунинское сельские поселения — были преобразованы, путём их объединения, в Неманский городской округ.

## Население
| 2009   | 2010    | 2012    | 2013    | 2014    | 2015    | 2016    |
| ------ | ------- | ------- | ------- | ------- | ------- | ------- |
| 16 337 | ↘15 379 | ↘15 244 | ↘15 150 | ↘15 018 | ↘14 795 | ↘14 468 |

## Состав городского поселения
В состав городского поселения входят 20 населённых пунктов
- Акулово (посёлок) — 349[5]
- Артёмовка (посёлок) — 100[5]
- Большое Село (посёлок) — 539[5]
- Ветрово (посёлок) — 317[5]
- Горино (посёлок) — 71[5]
- Гудково (посёлок) — 87[5]
- Дубки (посёлок) — 412[5]
- Дубравино (посёлок) — 9[5]
- Жданки (посёлок) — 23[5]
- Искра (посёлок) — 152[5]
- Котельниково (посёлок) — 136[5]
- Красное Село (посёлок) — 116[5]
- Кустово (посёлок) — 49[5]
- Лесное (посёлок) — 289[5]
- Мичуринский (посёлок) — 384[5]
- Неман (город, административный центр) — 9216[10]
- Подгорное (посёлок) — 45[5]
- Ракитино (посёлок) — 407[5]
- Рядино (посёлок) — 14[5]
- Тушино (посёлок) — 82[5]

## Экономика
- Неманский целлюлозно-бумажный комбинат.
- ООО «РосБалтикум» по производству металлоконструкций.